# Etzatlán
Etzatlán es una localidad mexicana situada en la región Valles, en el estado de Jalisco. Es la cabecera del municipio homónimo.

## Geografía
La localidad de Etzatlán se ubica en el este del municipio homónimo, en el oeste de Jalisco. Se encuentra a una altura media de 1401 m s. n. m. y abarca un área de 3.68 km².

### Clima
El clima predominante en Etzatlán es el semicálido subhúmedo con lluvias en verano. Tiene una temperatura media anual de 20.2 °C y una precipitación media anual de 1038.5 mm.
| Parámetros climáticos promedio de Etzatlán, Jalisco | Parámetros climáticos promedio de Etzatlán, Jalisco | Parámetros climáticos promedio de Etzatlán, Jalisco | Parámetros climáticos promedio de Etzatlán, Jalisco | Parámetros climáticos promedio de Etzatlán, Jalisco | Parámetros climáticos promedio de Etzatlán, Jalisco | Parámetros climáticos promedio de Etzatlán, Jalisco | Parámetros climáticos promedio de Etzatlán, Jalisco | Parámetros climáticos promedio de Etzatlán, Jalisco | Parámetros climáticos promedio de Etzatlán, Jalisco | Parámetros climáticos promedio de Etzatlán, Jalisco | Parámetros climáticos promedio de Etzatlán, Jalisco | Parámetros climáticos promedio de Etzatlán, Jalisco | Parámetros climáticos promedio de Etzatlán, Jalisco |
| Mes                                                 | Ene.                                                | Feb.                                                | Mar.                                                | Abr.                                                | May.                                                | Jun.                                                | Jul.                                                | Ago.                                                | Sep.                                                | Oct.                                                | Nov.                                                | Dic.                                                | Anual                                               |
| --------------------------------------------------- | --------------------------------------------------- | --------------------------------------------------- | --------------------------------------------------- | --------------------------------------------------- | --------------------------------------------------- | --------------------------------------------------- | --------------------------------------------------- | --------------------------------------------------- | --------------------------------------------------- | --------------------------------------------------- | --------------------------------------------------- | --------------------------------------------------- | --------------------------------------------------- |
| Temp. máx. abs. (°C)                                | 33.0                                                | 36.0                                                | 36.0                                                | 38.0                                                | 40.0                                                | 39.0                                                | 39.0                                                | 38.0                                                | 41.0                                                | 39.0                                                | 38.0                                                | 38.0                                                | 41.0                                                |
| Temp. máx. media (°C)                               | 25.0                                                | 27.0                                                | 29.6                                                | 31.8                                                | 33.5                                                | 32.3                                                | 29.8                                                | 28.8                                                | 28.8                                                | 28.0                                                | 27.1                                                | 25.4                                                | 28.9                                                |
| Temp. media (°C)                                    | 15.6                                                | 17.4                                                | 19.2                                                | 21.3                                                | 23.2                                                | 23.5                                                | 22.3                                                | 21.8                                                | 21.9                                                | 20.8                                                | 18.4                                                | 16.5                                                | 20.2                                                |
| Temp. mín. media (°C)                               | 6.1                                                 | 7.8                                                 | 8.8                                                 | 10.7                                                | 12.9                                                | 14.8                                                | 14.9                                                | 14.7                                                | 15.0                                                | 13.6                                                | 9.8                                                 | 7.6                                                 | 11.4                                                |
| Temp. mín. abs. (°C)                                | -3.0                                                | 1.0                                                 | 1.0                                                 | 4.0                                                 | 5.0                                                 | 8.0                                                 | 6.0                                                 | 8.0                                                 | 9.0                                                 | 6.0                                                 | 1.0                                                 | -2.0                                                | -3.0                                                |
| Precipitación total (mm)                            | 27.3                                                | 9.5                                                 | 5.2                                                 | 3.1                                                 | 24.0                                                | 225.6                                               | 271.6                                               | 221.8                                               | 151.1                                               | 72.4                                                | 9.3                                                 | 7.6                                                 | 1038.5                                              |
| Días de precipitaciones (≥ 1 mm)                    | 2.2                                                 | 0.8                                                 | 0.6                                                 | 0.5                                                 | 2.4                                                 | 12.7                                                | 17.6                                                | 16.6                                                | 12.6                                                | 4.8                                                 | 1.2                                                 | 1.4                                                 | 73.4                                                |
| Fuente: Servicio Meteorológico Nacional.            |                                                     |                                                     |                                                     |                                                     |                                                     |                                                     |                                                     |                                                     |                                                     |                                                     |                                                     |                                                     |                                                     |

## Demografía
De acuerdo con el censo realizado en 2020 por el Instituto Nacional de Estadística y Geografía (INEGI), en Etzatlán había un total de 14 697 habitantes, de los que 7601 eran mujeres y 7096, hombres.
En 2020 se registró un total de 5018 viviendas, de las que 3974 se encontraban habitadas. El promedio de ocupantes por vivienda es de 3.68, mientras que el promedio de ocupantes por habitación es de 0.93 personas.

### Evolución demográfica
Durante el período 2010-2020 la localidad tuvo un crecimiento poblacional del 0.86 % anual.
| Gráfica de evolución demográfica de Etzatlán entre 1900 y 2020 |
|                                                                |
| Fuente: Instituto Nacional de Estadística y Geografía.         |